# مرغ دوزنده سینه‌زرد
مرغ دوزنده سینه‌زرد (نام علمی: Orthotomus samarensis) نام یک گونه از سرده مرغ دوزنده است.